# جان إليزي
جان إليزي (بالفرنسية: Jean Alesi)‏ مواليد 11 يونيو 1964 في أفينيون، فوكلوز، فرنسا، هو سائق فورملا 1 فرنسي بدأ مسيرته الاحترافية سنة 1989. كان أول سباق له هو جائزة فرنسا الكبرى 1989، حقق أول فوز له في جائزة كندا الكبرى 1995. خاض خلال مسيرته 202 سباقاً فاز في 1 منها. في 2006 حصل على وسام جوقة الشرف.

## سباقات شارك فيها
- لو مان 24 ساعة
- سوبر فورمولا
- سلسلة إندي كار
- إنديانابوليس 500

## بطولات حققها
- جائزة كندا الكبرى 1995

## وصلات خارجية
- جان إليزي على موقع IMDb (الإنجليزية)
- جان إليزي على موقع قاعدة بيانات الفيلم (الإنجليزية)
- جان إليزي على موقع Racing-Reference.info (الإنجليزية)
- جان إليزي على موقع DriverDB.com (الإنجليزية)
- جان إليزي على موقع eWRC-results.com (الإنجليزية)

- الموقع الرسمي